# 弗里德里希·卡爾·喬治·費德
弗里德里希·卡爾·喬治·費德（德語：Friedrich Karl Georg Fedde，1873年6月30日—1942年3月14日）是一名德國植物學家。

## 生平
費德於1892年開始在布雷斯勞大學學習自然科學，1896年畢業。他曾在布雷斯勞、塔爾諾維茨和柏林的高等學府任教。1901年，他成為柏林植物博物館的助理，1912年成為該博物館的教授。他曾多次前往地中海、芬蘭和南俄羅斯進行採集。費德的主要工作涉及植物系統學和生物地理學。他的聲譽主要歸功於《Repertorium Specierum Novarum Regni Vegetabilis》及其長篇專著《Beihefte》的出版。
伊格納茲·烏爾班以他的名字命名Feddea屬（菊科）。

## 出版作品
Extensive bibliography at WorldCat （页面存档备份，存于）

## 外部連結
- Repertorium specierum novarum regni vegetabilis at the Biodiversity Heritage Library  （页面存档备份，存于）